# Processo cloro-soda

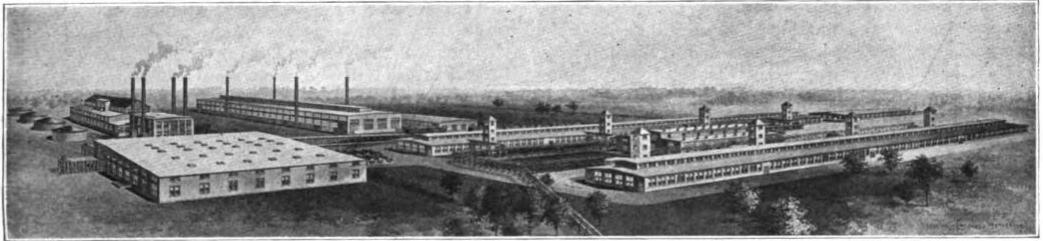
Illustrazione del 1919 di un impianto di produzione di cloro-soda (Edgewood, Maryland).

Il processo cloro-soda è il processo chimico-industriale tramite il quale dal cloruro di sodio in soluzione (salamoia) si ottengono per elettrolisi cloro gassoso, Idrossido di sodio e idrogeno.
I prodotti possono essere utilizzati all'interno dello stesso ciclo per produrre derivati quali acido cloridrico (per reazione di combustione dell'idrogeno con il cloro) e ipoclorito di sodio (per reazione fra il cloro gassoso e la soda caustica soluzione).
In luogo del cloruro di sodio può essere utilizzato il cloruro di potassio, nel qual caso si ottiene la potassa caustica soluzione in luogo della soda caustica soluzione.
La produzione cloro-soda su scala industriale ebbe inizio nel 1892.
Il processo richiede un alto consumo energetico e produce soda caustica e cloro in uguale ammontare di moli. Ciò ha reso necessaria la ricerca di nuovi impieghi per il cloro, che ha una minore domanda. In origine esso veniva liberato nell'atmosfera, successivamente come acido cloridrico nelle acque, con effetti inquinanti.

## Processo
Attualmente la produzione di soda e cloro gassoso viene effettuata attraverso tre differenti metodi: il sistema a membrana semipermeabile e il metodo della cella a diaframma. Il terzo, e più antico metodo, è quello della cella a catodo di mercurio, che risulta dannoso per l'ambiente a causa delle problematiche di smaltimento dei reflui (solidi, liquidi e gassosi) contaminati dal mercurio. Anche il cloro e la soda prodotti col metodo a cella di mercurio sono contaminati da tracce di mercurio. Il sistema a membrana semipermeabile e a diaframma non implicano l'utilizzo di mercurio.
Nel processo a diaframma in passato sono stati utilizzati diaframmi in asbesto, recentemente sono stati sostituiti con materiali non dannosi per la salute umana.

### Cella a membrana

Schema di funzionamento di una cella a membrana per la produzione di cloro-soda.

Il metodo più moderno per la produzione di cloro e soda caustica è quello dell'elettrolisi di cloruro di sodio/potassio in soluzione acquosa all'interno di una cella a membrana, costituita da due camere (comparto anodico e comparto catodico) tenute separate da una membrana semipermeabile a scambio ionico costituita da una resina perfluorurata (con gruppi solfonici o carbossilici chimicamente legati), permeabile a Na+ ed H2O, ma non a OH- e Cl-.
La salamoia concentrata di cloruro di sodio viene introdotta nella prima camera (comparto anodico) della cella, dove gli ioni cloruro si ossidano a cloro molecolare sull'anodo.
2 Cl- → Cl2 + 2 e-
Dal comparto anodico fuoriesce anche la cosiddetta salamoia depleta impoverita del cloruro reagito all'anodo e dal sodio migrato nel comparto catodico.
Ogni coppia di elettrodi costituisce una cella elementare.
Si dovrebbe considerare anche l'ossidazione dell'ossigeno acquoso a ossigeno gassoso.
Ma la concentrazione degli ossidrili (OH-) è così bassa nelle condizioni di pH delle celle elettrochimiche (circa 4-5) che la reazione è ridotta al minimo.
Comunque anche se in piccola percentuale, 1-2 %, viene prodotto ossigeno (senza acidificazione supplementare) che costituisce un inquinante per il cloro molecolare:
H2O → ½ O2 + 2H+ + 2e-
Nel comparto catodico viene alimentata soda diluita, l'H+ presente dalla dissociazione dell'acqua si riduce ad idrogeno gassoso rilasciando in soluzione ioni ossidrili:
H2O + e- → ½ H2 + OH-
Dal comparto esce quindi la soluzione di soda caustica, più concentrata rispetto a quella alimentata.
Analogamente all'ossidazione, si dovrebbe considerare anche la riduzione dello ione sodio a sodio elementare, ma avendo questa coppia un potenziale standard minore di quello della coppia acqua/idrogeno gassoso, tale reazione non avviene.
La membrana semipermeabile permette agli ioni sodio di passare dal comparto anodico al comparto catodico, mentre impedisce il passaggio degli ioni ossidrili dal comparto catodico a quello anodico.
Gli ioni sodio nel comparto catodico in soluzione con gli ossidrili, permettono la produzione di soda caustica (NaOH). La reazione globale dell'elettrolisi del cloruro di sodio è:
2 NaCl + 2 H2O → Cl2 + H2 + 2 NaOH
Cl2 + 2 OH- → Cl- + ClO- + H2O
Varianti del processo descritto possono produrre il clorato.
3 Cl2 + 6 OH- → 5 Cl- + ClO3- + 3 H2O
A causa della natura corrosiva del cloro molecolare in ambiente umido, l'anodo deve essere costituito da titanio, mentre il catodo può essere di nichel.
Su questi materiali viene depositato un rivestimento (coating, film) di tipo diverso a seconda del fornitore della tecnologia. Questo rivestimento consente una notevole riduzione delle sovratensioni.
Riassumendo, nella cella elementare i due elettrodi sono separati dalla membrana semipermeabile. La soluzione satura di cloruro di sodio viene introdotta nel comparto anodico. Quindi grazie alla corrente continua che viene fatta passare attraverso il circuito, il cloro si sviluppa all'anodo e l'idrogeno al catodo. La membrana permette solo agli ioni di sodio di raggiungere il comparto catodico e reagire con gli ossidrili prodotti dalla riduzione, formando idrossido di sodio, mentre gli ioni cloruro sono ostacolati nel dare reazione con la soda. All'anodo si sviluppa cloro molecolare mentre al catodo si sviluppa idrogeno e si formano ioni ossidrili.

### Cella a diaframma
Nel processo cloro-soda mediante la cella a diaframma, i due compartimenti sono separati da un diaframma permeabile, in passato realizzato con fibre di asbesto (amianto). La soluzione viene introdotta nel compartimento con l'anodo e fluisce nel secondo compartimento. Come nella cella a membrana, gli ioni cloruro vengono ossidati all'anodo a produrre cloro gassoso, mentre al catodo l'acqua si scinde a formare idrossido di sodio e idrogeno. Il ruolo del diaframma è quello di impedire la reazione tra soda e cloro. A questo punto la soluzione di soda lascia la cella.
Normalmente la soda caustica deve essere concentrata al 50% e deve essere depurata dal sale. Questo risultato può essere ottenuto mediante processi di evaporazione che comportano un consumo di circa tre tonnellate di vapore per ogni tonnellata di soda. Il sale separato può quindi essere riutilizzato per saturare la soluzione di cloruro di sodio che viene reintrodotta nel ciclo. Per quanto riguarda il cloro gassoso prodotto, questo contiene tracce di ossigeno che vengono spesso eliminate tramite liquefazione ed evaporazione.

### Cella a mercurio

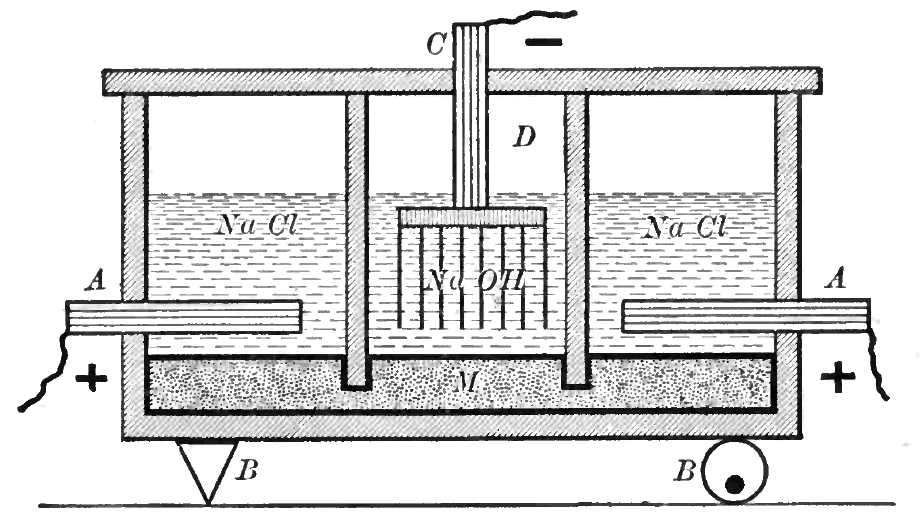
Schema di una cella a mercurio utilizzata nel processo cloro-soda

Nel processo mediante cella a mercurio, conosciuto anche come processo Castner-Kellner, la soluzione satura di cloruro di sodio galleggia sul catodo, costituito da un film liquido di mercurio. Il cloro viene sviluppato all'anodo, mentre il sodio si scioglie nel mercurio nel cosiddetto amalgama.
Na+ + nHg + e- → Na(Hg)n
L'amalgama fluisce nella cosiddetta cella secondaria (disamalgamatore) dove entra in reazione con l'acqua a formare idrossido di sodio e libera il mercurio metallico, nella reazione si forma anche idrogeno gassoso.

Na(Hg)n + H2O → NaOH + ½ H2 + n Hg
Il mercurio viene quindi riciclato all'ingresso cella elettrolitica.
Le celle a mercurio sono gradualmente eliminate a causa del loro alto impatto ambientale e dei loro alti consumi energetici. Infatti non sono stati rari i casi di avvelenamento da metilmercurio, prodotto proprio dall'inquinamento di questo tipo di cella, come quello causato dalla Dryden Chemical Company, a Grassy Narrows nell'Ontario (Canada), fra il 1962 e il 1970. Inquinamento causato dalla Chisso Corporation, nella baia di Minamata (Giappone) e mare di Shiranui, dal 1956 al 1973, dove molluschi, crostacei e pesci della baia, entrando nella catena alimentare, causarono l'avvelenamento da mercurio degli abitanti del luogo, da cui il nome di "malattia di Minamata".
In Italia sono stati riconosciuti come responsabili dell'inquinamento da mercurio gli impianti dell'Eni di Gela (in Sicilia) dal 1971 al 1994. e nello Stabilimento chimico di Pieve Vergonte (in Piemonte).

## In laboratorio
L'elettrolisi del cloruro di sodio può essere effettuata in laboratorio utilizzando due becher, uno contenente la soluzione e l'altro contenente acqua pura, collegati mediante un ponte salino che può essere ottenuto piegando un tubo (non metallico), e le cui estremità devono essere chiuse da lembi di tessuto o fazzoletti. Si posiziona un elettrodo nella soluzione che produrrà idrossido di sodio e idrogeno, e l'altro elettrodo (che può essere una bacchetta di carbonio, o la mina di una matita) nella soluzione che produrrà cloro. Infine si collegano gli elettrodi ad una differenza di potenziale di 12 volt.